# Hui (llengua)
La llengua de Huizhou (en xinès simplificat: 徽州话; en xinès tradicional: 徽州話; huīzhōu-huà) o llengua hui (en xinès simplificat: 徽语; en xinès tradicional: 徽語; huī-yǔ), és, de totes les llengües xineses, la que es parla en un territori més petit: a la regió històrica de Huizhou i al seu voltant, en una part muntanyosa al sud d'Anhui, i molt menys a les províncies de Zhejiang i Jiangxi. Tot i la petitesa del seu domini lingüístic, i que només són 4,6 milions de parlants, s'hi reconeix una gran varietat de dialectes, de manera que gairebé cada comarca té el seu propi dialecte, pràcticament ininteligible per a la població que viu poques comarques més enllà. Això provoca que el bilingüisme i el multilingüisme siguin molt habituals entre els parlants de hui.
El xinès Huizhou es va classificar originalment com a mandarí del Mandarí jianghuai, però actualment es classifica per separat. L'Acadèmia Xinesa de Ciències Socials va donar suport a la separació de Huizhou del mandarí del Baix Yangtze el 1987. La seva classificació és discutida, amb alguns lingüistes com Matisoff classificant-lo com a xinès Wu, d'altres com Bradley (2007) com a Gan, i d'altres encara el destaquen com a branca primària del xinès.

## Història
Durant les dinasties Ming i Qing, els parlants del Mandarí jianghuai es van traslladar a les zones de dialectes Hui.
Algunes obres de literatura produïdes a Yangzhou, com ara Qingfengzha, es poden reconèixer com a novel·la escrita en mandarí Jianghuai. La gent de Yangzhou s'identifica pel dialecte que parlen, els locals parlaven el dialecte, a diferència dels forasters, que parlaven altres varietats com Huizhou o Wu. Això va conduir a la formació d'una identitat basada en el propi dialecte. Un gran nombre de comerciants de Huizhou vivien a Yangzhou i eren efectivament responsables de mantenir la ciutat a flot. Els comerciants del període imperial posterior també van patrocinar òperes i representacions en el dialecte hui.